# Montese
Montese é uma comuna italiana da região da Emília-Romanha, província de Modena, com cerca de 3 172 habitantes. Estende-se por uma área de 80 km², tendo uma densidade populacional de 40 hab/km². Faz fronteira com Castel d'Aiano (BO), Fanano, Gaggio Montano (BO), Lizzano in Belvedere (BO), Pavullo nel Frignano, Sestola, Zocca. Atualmente, Montese é cidade-irmã de Fortaleza, capital cearense.
O município de Montese ocupa uma vasta área de colinas que faz fronteira com as províncias de Modena e de Bolonha, na região de Emília-Romanha. Possui numerosos rios, uma rica vegetação, bosques e soutos antigos que rodeiam os povoados medievais.
O vilarejo foi palco da Batalha de Montese, travada ao final da Segunda Guerra Mundial, entre os dias 14 e 17 de abril de 1945, como parte da Ofensiva Aliada Final na Campanha da Itália, quando a região estava ocupada pelo exército nazista. As forças combatentes eram, de um lado, soldados de infantaria da Força Expedicionária Brasileira, que contava com alguns veículos blindados próprios, com o reforço de carros de combate norte-americanos; e de outro, tropas alemãs nazistas de infantaria e artilharia, alojadas em casamatas e trincheiras.
Ainda hoje é possível encontrar ruínas de posições militares alemãs na região. No vilarejo encontra-se o Museu Histórico de Montese, que conta a história de como se deu a liberação da cidade em relação à ocupação nazista por ação do exército brasileiro.
Os cidadãos do município, em agradecimento às tropas vencedoras, homenagearam os soldados brasileiros batizando uma praça com o nome de "Piazza Brasile". Além disso, o hino da Força Expedicionária é aprendido e entoado pelas crianças da região até a atualidade.

## Batalha de Montese
Montese era considerada uma região de difícil acesso às tropas aliadas, devido às fortificações alemãs construídas durante o período em que perdurou a Linha Gótica. No "setor americano" da frente de guerra italiana, a 1ª Divisão de Infantaria Expedicionária Brasileira haveria de se tornar a única divisão aliada a atingir o objetivo planejado no primeiro dia da ofensiva, que em seu caso era conquistar o cume do vilarejo de Montese, neutralizando as tropas de infantaria e artilharia nazistas instaladas na região.
Após três dias de combate, Montese ficou praticamente arrasada: das 1121 casas do burgo, nada menos que 833 haviam sido destruídas. A peleja também ceifou a vida de 189 civis da pequena localidade. As tropas brasileiras levaram a cabo uma campanha bem-sucedida, mas a um alto custo: cerca de 430 baixas em suas fileiras, entre mortos (34), feridos, soldados aprisionados pelo inimigo e desaparecidos. Do lado alemão, a estimativa feita à época, e confirmada em escavações posteriores, chegou a 497 baixas, entre mortos e aprisionados, sendo estes últimos exatos 453.
Isto em grande parte ocorreu devido à estratégia das tropas alemãs, que se equivocaram ao considerar o ataque da divisão brasileira a Montese como sendo o principal alvo dos Aliados naquele setor, tendo por conta disso disparado somente contra a Divisão Brasileira cerca de 1 800 tiros de artilharia (equivalentes a 64%), de um total de 2 800 tiros empregados contra todas as quatro divisões aliadas naquele setor da frente italiana.
A tomada de Montese repercutiu favoravelmente nos altos escalões e mereceu elogios do Comando Americano à 1ª Divisão de Infantaria Expedicionária Brasileira. Somadas às vitórias obtidas pelos Aliados em outras localidades, esta vitória contribuiu decisivamente para o completo desmantelamento das linhas de defesa alemãs no setor de campanha do V Exército Americano, e em consequência no resto da Itália.

## Demografia
| Variação demografia                                                               |
|                                                                                   |
| Fonte: Istituto Nazionale di Statistica (ISTAT) - Elaboração gráfica da Wikipedia |